# سوزانا مايولو
سوزانا مايولو (8 نوفمبر 1984- ) هي امرأة تحمل الجنسية الإيطالية والسويسرية وقامت بمهاجمة البابا بنديكت السادس عشر مرتين. اعترض حراس البابا الهجوم الأول في ديسمبر 2008 بنجاح. ثم كررت الهجوم عشية يوم الميلاد في 24 ديسمبر 2009 وأثناء دخول موكب القداس في منتصف الليل، داخل كنيسة القديس بطرس، أوقعت البابا والكاردينال الفرنسي روجر اتشجاراي إلى الأرض، وكسرت ساق الكاردينال، لكن البابا لم يُصب.
ولم يُعلن الدافع وراء هجومها على البابا وتكراره حتى الآن.
وُلدت مايولو في فراونفيلد بسويسرا. قالت السلطات أن مايولو صحيحة عقليا وأنها احتجزت لمدة أسبوع لتقييم في نزل للطب النفسي في سوبياكو بالقرب من روما.  وورد أنها لم تكن ترغب في إصابة البابا.  

## ما بعد الهجوم
زارها السكرتير الشخصي للبابا المونسنيور جورج غانسوين في العيادة في 1 يناير 2010. وأعرب عن قلق البابا عليها وقال إن البابا آمن بنواياها الطيبة وعفا عنها. وقال المدعي العام للفاتيكان نيكولا بيكاردي والمتحدث باسم فيديريكو لومباردي إنه من المحتمل إطلاق سراحها.